# 迈雷纳-德尔阿尔科
迈雷纳-德尔阿尔科，是西班牙安达卢西亚自治区塞维利亚省的一个市镇。总面积70平方公里，总人口16821人（2001年），人口密度240人/平方公里。